# Clique du Château
Pour les articles homonymes, voir clique.
Ne doit pas être confondu avec la Clique du Plateau, à Montréal
La Clique du Château est un groupe de riches familles au Bas-Canada du début du XIXe siècle. Ils sont l'équivalent bas-canadien de la Family Compact au Haut-Canada.
Ils sont connus sur la scène électorale sous le nom du Parti bureaucrate (aussi appelé « Parti britannique » ou Tory party).

## Histoire
Comme la Family Compact, la Clique du Château acquiert son influence après la Guerre de 1812. La plupart des familles de la Clique sont des marchands britanniques ; certains sont des seigneurs canadiens-français qui estiment que leurs propres intérêts sont le mieux servi par une affiliation à ce groupe. Parmi ses membres les plus importants, citons le brasseur John Molson et James McGill, fondateur de l'Université McGill. De manière générale, ils cherchent l'assimilation de la majorité canadienne-française dans la culture anglaise. Ceci inclut plus particulièrement l'abolition du système seigneurial, le remplacement du droit civil français par la common law britannique et le remplacement de l'Église catholique romaine par l'Église anglicane. Ces efforts mènent à l'Acte d'Union de 1840, qui ne réussit pas à assimiler les Canadiens français mais réussit à empêcher leurs intérêts politiques et économiques de prendre le dessus sur ceux du Royaume-Uni.

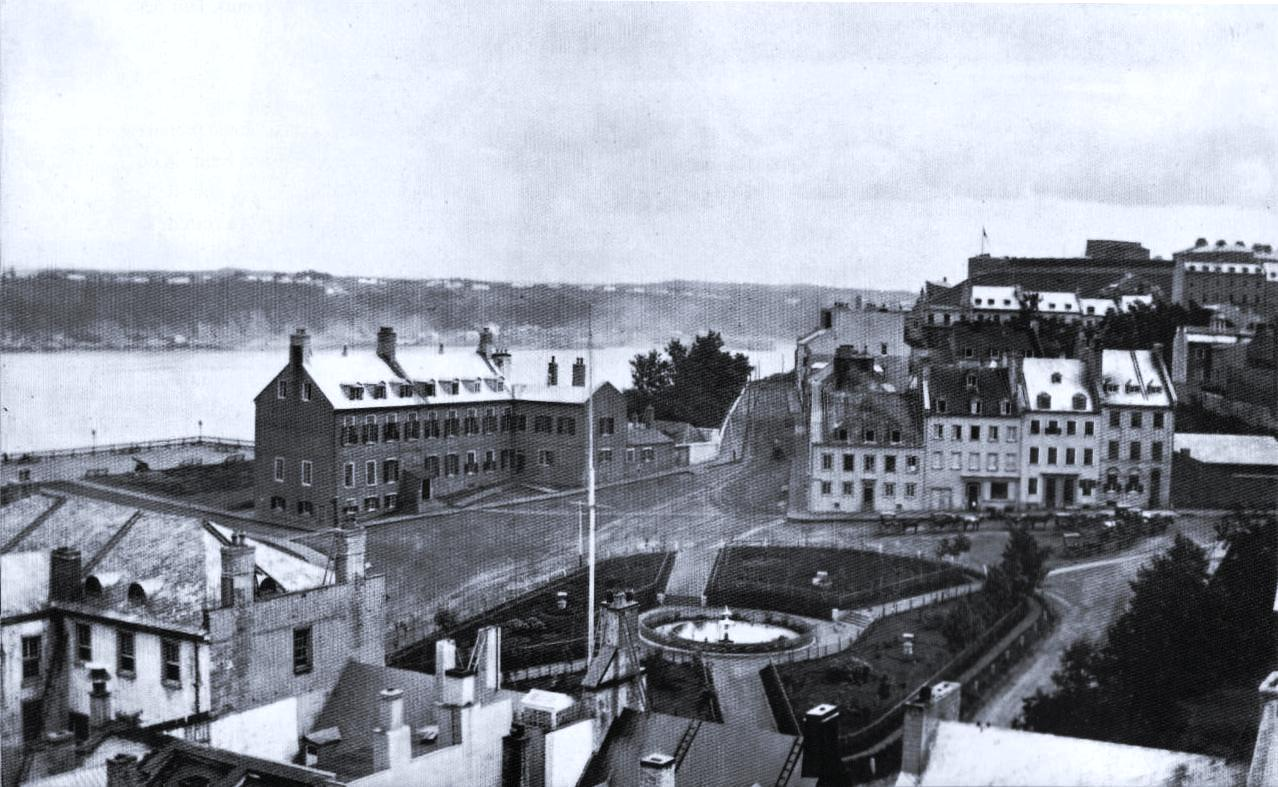
Château Haldimand et Place d'Armes

L'Acte constitutionnel de 1791 avait établi trois branches du gouvernement : l'Assemblée législative, une chambre basse élue ; le Conseil législatif, une chambre haute nommée ; et le Conseil exécutif, qui agissait comme une sorte de conseil des ministres pour le lieutenant-gouverneur. Le gouverneur est toujours un noble britannique et il nomme les membres de la Clique comme conseillers. La Clique parvient également à contrôler le Conseil législatif ; l'Assemblée législative, composée majoritairement d'élus canadiens-français, dispose de peu de pouvoirs réels.
Louis-Joseph Papineau, un réformateur à l'Assemblée, est l'un des plus grands opposants à la Clique du Château. Ses luttes contre la Clique et le lieutenant-gouverneur, Lord Gosford, mènent à la Rébellion du Bas-Canada en 1837.
Après la rébellion, le Haut et le Bas-Canada sont unifiés pour former la Province du Canada ; toutefois, contrairement à la Family Compact, la Clique du Château ne disparaît pas à la suite de l'union. Tandis que la population anglophone devient majoritaire, les gouverneurs-généraux tentent toujours d'assimiler la population canadienne-française. Le Canada-Est, nom donné au Bas-Canada après l'union, acquiert finalement une certaine indépendance politique sous le gouvernement de Robert Baldwin et Louis-Hippolyte La Fontaine.

## Parti bureaucrate
Le Parti des bureaucrates a existé dès la première assemblée législative en 1792. Il est principalement composé d'anglophones et, jusqu'à la moitié du 19e siècle, constitue le principal parti politique de l'arène provinciale, avec le parti canadien, francophone. Également appelé parti tory ou parti ministèriel en raison de sa proximité au gouvernement, ses candidats sont nommés par le gouverneur général.
Après la première élection de l'Assemblée en 1792, le parti obtient 21 députés, contre 17 pour le parti canadien et 1 indépendant. Son nombre de députés  chute à partir de la 7e législature jusqu'à la 13e législature, c'est-à-dire de 1810 à 1830. Dans les dernières années de la chambre d'assemblée du Bas-Canada, sa députation augmente à 16 et 15 à la suite des élections de 1830 et 1834 . Par la suite, le Haut et le Bas Canada forment le Canada-Uni et le parti bureaucrate disparaît. 
Les quelques canadiens-français qui l'appuyaient, communément surnommés chouaguens, était souvent avantagés lors du recrutement des fonctionnaires provinciaux. Des bourgeois anglophones fondent en 1805 le journal Quebec Mercury, qui servira entre autres à appuyer leurs intérêts, de même que ceux du parti.